# 人工天体
人工天体（じんこうてんたい）とは、人為的に宇宙空間に置かれ衛星軌道などに乗せられた物体（天体）のことである。

## 概要
これらでは、その軌道によって様々な区分がある。
人工衛星惑星の衛星軌道を回るものだが、月などの衛星を周回する場合は孫衛星と呼ぶ。
人工惑星恒星に対して太陽周回軌道を巡るもの。
深宇宙探査機恒星の公転軌道も脱し、星間空間へ向かう軌道に乗る。ボイジャーなど。
また用途により次のような種類がある。
宇宙ステーション宇宙空間に人間が長期間滞在するための施設として衛星軌道または公転軌道（場合によっては自由軌道）に乗せられる。大勢の人間が永住する居住空間としてのそれは、スペースコロニーと呼ばれる。
なおこれらは、人為的にそこに置かれた天体であるかどうかが重視され、その物体の大きさや構造（複雑さ）は関係しない。軌道にさえ乗っていれば、それが単なる鉄球であろうとも、やはり人工天体と呼ばれる。他方では曳航されてきた小惑星が他の軌道に乗っている場合は、元から天体であるため、あまり人工天体の範疇にはみなされなかろうが、将来的に小惑星帯から曳航されてきた小天体が、地球周回軌道に乗っていたら、やはり人工天体の範疇に含むかもしれない。
極大の物では、恒星域を球殻で覆ってしまうダイソン球のような物も想定されている。
実在の人工天体で最も代表的なのは地球を周回する多数の人工衛星だが、火星などの惑星を調査する探査体も人工天体（この場合は人工惑星）である。
SFなどのフィクションには、天然の天体に匹敵する大きさの人工天体もある（例としてはデス・スター等）。